# Dampierre-en-Yvelines
Dampierre-en-Yvelines – miejscowość i gmina we Francji, w regionie Île-de-France, w departamencie Yvelines. Nazwa miejscowości pochodzi od imienia św. Piotra.
Według danych na rok 1990 gminę zamieszkiwało 1030 osób, a gęstość zaludnienia wynosiła 92 osób/km² (wśród 1287 gmin regionu Île-de-France Dampierre-en-Yvelines plasuje się na 627. miejscu pod względem liczby ludności, natomiast pod względem powierzchni na miejscu 319.).